# Andreas Allescher
Andreas Allescher (6 de junio de 1828 - 10 de abril de 1903) fue un botánico, y micólogo alemán.
Recibió entrenamiento como profesor en Freising. Pasó su carrera como docente por Haag an der Amper, Múnich y Berchtesgaden-Engedey, y desde 1862 hasta jubilarse en Múnich. Falleció el 10 de abril de 1903, de un derrame cerebral.

## Algunas publicaciones

### Libros
- 1884. Verzeichnis in Südbayern beobachteter Basidiomyceten. Ein Beitrag zur Kenntnis der bayerischen Pilzflora
- 1888. Über einige aus Südbayern bisher nicht bekannte Pilze. Botanisches Centralblatt (36) 12-16. Cassel: Druck von Gebr. Gotthelft
- 1895. Verzeichnis in Süd-Bayern beobachteter Pilze. Ein Beitrag zur Kenntnis der bayerischen Pilzflora. Berichte des botanischen Vereins in Landshut (9) 4-140. Landshut: Gedruckt bei W. Thomann
- 1896. Diagnosen einiger neuer, im Jahre 1895 gesammelter Arten bayerischer Pilze aus der Abteilung der fungi imperfecti. In: Berichte der Bayerischen botanischen Gesellschaft IV: 31-40. Múnich
- 1898—1903. Fungi imperfecti. Deutschlands Kryptogamen-Flora 2 (1): 1016 pp.
- 1901. Deutschlands Kryptogamen-Flora oder Handbuch zur Bestimmung der kryptogamischen Gewächse Deutschlands, der Schweiz, der Lombardisch-Venetianischen Königreichs und Istriens. Fungi Imperfecti: Hyalin-sporige Sphaerioidee 1.016 pp.
- 1903: Deutschlands Kryptogamen-Flora oder Handbuch zur Bestimmung der kryptogamischen Gewächse Deutschlands, der Schweiz, der Lombardisch-Venetianischen Königreichs und Istriens. Fungi Imperfecti: Gefärbt-sporige Sphaerioideen, sowie Nectrioideen, Leptostromaceen, Excipulaceen und Melanconieen. 993 pp.

## Eponimia
Géneros
- Allescheria Sacc. & P.Syd., 1899
- Allescheria R.Hartig, 1899, nom. illeg. sin. Meria Vuill., 1896
- Allescheriella Henn., 1897
- Allescherina Berl., 1902 sin. Cryptovalsa Ces. & De Not. ex Fuckel, 1870

Especies
- Agaricus allescheri Britzelm., 1893
- Corticium allescheri Bres., 1898
- Cryptomela allescheri Schnabl, 1892 sin. Leptomelanconium allescheri (Schnabl) Petr., 1963
- Dothiorella allescheri Oudem., 1902
- Fusarium allescheri Sacc. & P.Syd., 1899, nom. nov.
- Fusarium allescherianum Henn., 1898
- Phoma allescheriana Henn., 1898
- Phyllosticta allescheriana Elenkin & Ohl, 1912
- Pleospora allescheri Sacc. & P.Syd. 1899, nom. nov.
- Septoria allescheri Dietel & P.Syd. 1899
- Sporotrichum allescheri Sacc. & P.Syd. 1899, nom. nov.